# Charlotte Adigéry
Charlotte Adigéry, también conocida como WWWater, es una cantante belga de origen caribeño nacida en Francia.

## Biografía
Adigéry nació en Francia y creció en Gante, Bélgica. Es de ascendencia caribeña de Martinica y Guadalupe. Su familia es de origen nigeriano yoruba a través de la trata de esclavos de Martinica. Adigéry estudió música en la universidad en Hasselt.

## Trayectoria profesional
En 2016, Adigéry contribuyó con su voz a "The Best Thing", una canción de la banda sonora de la película Bélgica (2016), compuesta por David y Stephen Dewaele,  conocida también como Soulwax o 2ManyDJs.
En 2017, Adigéry lanzó un EP homónimo de cuatro canciones en DEEWEE. El disco presenta a Adigéry cantando en inglés, francés y criollo. Fue escrito y producido con y por Bolis Pupul, con mezclas de los hermanos Dewaele. Dos años más tarde lanzó un EP llamado Zandoli, en el sello discográfico DEEWEE, escrito Bolis Pupul y coproducido con Stephen y David Dewaele, de Soulwax, quienes también hicieron las mezclas. En él Adigéry canta en criollo el primer tema llamado "Paténipat". La canción apareció en el tráiler de la serie de televisión The New Pope, protagonizada por John Malkovich. Como parte de la promoción de Zandoli, Adigéry realizó un Take Away Show que fue filmado en el Festival Pete the Monkey en julio de 2019 por La Blogothèque. Ese mismo año, lanzó un sencillo con una edición limitada de 300 ejemplares llamado Yin Yang Self-Meditation en DEEWEE, realizado con su habitual colaborador Bolis Pupul y los hermanos Dewaele. Adigéry utiliza el monólogo interior para explorar el racismo, la escritura musical y lo que significa ser artista. También graba bajo el nombre de WWWater, en un proyecto más descarnado y punk. Adigéry hizo una gira con Neneh Cherry.

## Reconocimientos
- 2019: The NME 100: nuevos artistas esenciales en 2019.[12]
- 2019: Focus Knack, Human of the Year.[13]
- 2019: Music Industry Awards: nominada al premio alternativa y obra de arte.[14]
- 2020: Music Moves Europe Talent Awards, (nominada).[15]

## Discografía

### WWWater
- 2017: La Falaise EP (autoeditado)

### Charlotte Adigéry
- 2017: Charlotte Adigéry EP (DEEWEE)
- 2019: Zandoli EP (DEEWEE)
- 2019: Casete de edición limitada de Yin Yang Self-Meditation (DEEWEE)
- 2022: Charlotte Adigéry & BOLIS PUPUL Topical Dancer (DEEWEE & Because Music)

### Colaboraciones
- 2016: banda sonora de la película Bélgica, "The Best Thing" de Soulwax - voz.[5]